# ژان-کریستف
ژان-کریستُف (به فرانسوی: Jean-Christophe) رمانی موزیکال اثر رومن رولان، نویسندهٔ فرانسوی است که در شمار مشهورترین آثار ادبی جهان است که بین سال‌های ۱۹۰۴ تا ۱۹۱۲ انتشار یافته‌است. ژان کریستف در ایران یکی با ترجمهٔ علی‌اصغر خبره‌زاده در چهار جلد، و دیگری ترجمه محمود اعتمادزاده (م.ا. به‌آذین) در ده جلد به شرح زیر منتشر شده‌است:
1. سپیده دم (۱۹۰۴)
2. بامداد (۱۹۰۴)
3. نوجوانی (۱۹۰۴)
4. طغیان (۱۹۰۵)
5. بازار (۱۹۰۸)
6. آنتوانت (۱۹۰۸)
7. در خانه (۱۹۰۸)
8. دوستان (۱۹۱۰)
9. بوته آتشین (۱۹۱۱)
10. روز نو (۱۹۱۲)

## موضوع داستان

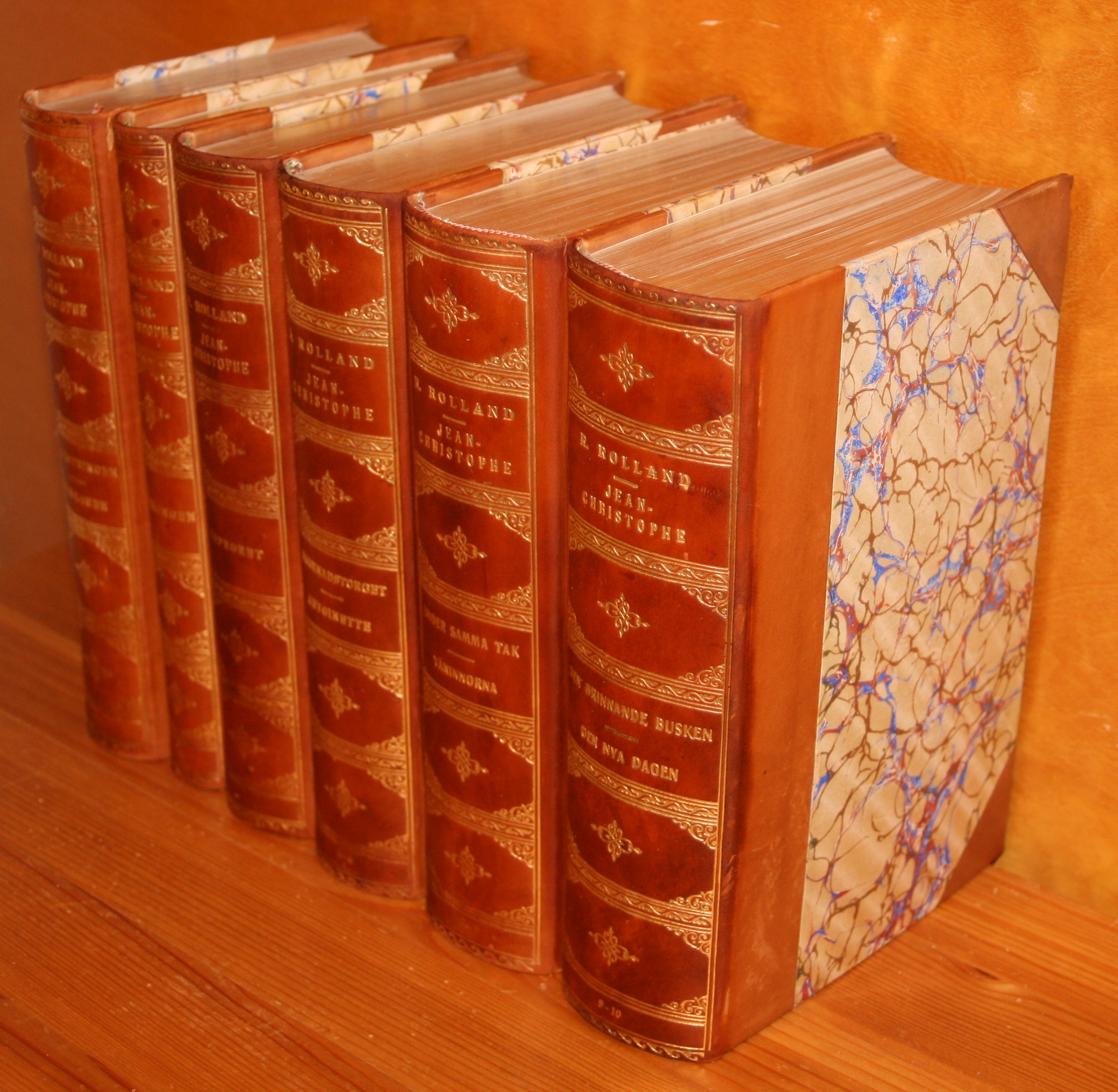
ترجمه سوئدی از ژان کریستف, ۱۰ قسمت در ۶ جلد

داستان از به دنیا آمدن پسری به نام کریستف در خانوادهٔ کرافت آغاز می‌شود. پدر خانواده، ملیکور، مردی ویولنیست و دائم‌الخمر است و لوئیزا، مادر خانواده، و کریستف و برادران کوچکترش را آزار می‌دهد و کتک می‌زند. ابتدا پدربزرگ کریستف، ژان میشل، او را به پیانو، موسیقی و نوابغی چون یوهان سباستین باخ و بتهوون، علاقه‌مند می‌کند ام پدرش، به زور کتک او را مجبور به تمرین و نواختن پیانو می‌کند.
در جوانی کریستف منتقد موسیقی و نوازنده و آهنگساز در شهر کوچکشان در آلمان می‌شود، اما چون به بت‌های ملی آلمان حمله می‌کند و وطن‌پرستی و تعصب بیجای ملت آلمان به دستاوردهای ناچیزشان را در هم می‌شکند، بدنام می‌شود، از دربار بیرون رانده می‌شود و در طی ماجراهایی به پاریس نقل مکان می‌کند و در آنجا با اولیویه ژانن، مردی اهل نوشتن و ادبیات، دوست و هم‌خانه می‌شود.
این کتاب شرح حال مفصلی از وقایع زندگی یک موسیقی‌دان است که در خلال آن به بازگویی عقاید فلسفی، اجتماعی، ادبی، سیاسی و… پرداخته می‌شود.
رومن رولان ذکر می کند نخستین جرقه هایی که برای نوشتن این کتاب در ذهن من ایجاد شد در بهار سال ۱۸۹۰ در رم بود و بیش از بیست سال از عمر مرا در بر می‌گیرد. آخرین کلمات آن در ژوئن ۱۹۱۲ نوشته شد اما او بیان می کند این اثر از این حدود هم دور تر می رود و افکار نوشتن این اثر از سال ۱۸۸۸ هنگامی که هنوز دانشجوی دانشسرای عالی پاریس بوده در ذهن او پیدا می شود. رومن رولان می گوید من تا پایان سال ۱۹۰۰ ژان کريستف را مانند زنی باردار درون خود داشتم و او جزیره آرامش من بود و من خود را تک و تنها از میان دریای دشمن خو به ساحل خود می رساندم؛ و در آنجا نیرو های خود را برای نبرد های آینده فراهم می آوردم. او می گوید مدت ها پیش از اقدام قطعی به نگارش این کتاب چهره های اصلی آن در ذهنم نقش بسته بود، به عنوان مثال: کریستف از سال ۱۸۹۰، گراتسیا از ۱۸۹۷ و آنای درخت آتشین  به طور کامل در ۱۹۰۲ تصویر شده بود؛ الیویه و آنتوانت در ۱۹۰۱-۱۹۰۲؛ و مرگ کریستف در ۱۹۰۳.
در نهایت در مارس ۱۹۰۳ چنین یادداشت کرد(امروز، ۲۰ مارس ۱۹۰۳ به طور قطع نوشتن ژان کريستف را آغاز می کنم). پس از اتفاقات بسیار و پیوند هایی که به وجود می آیند و گسسته می شوند، و انسان هایی که از میان می روند و حزن و شادی کریستف و هماهنگی جفت بزرگوار مهر و کین در نهایت ژان کريستف از رود می گذرد و به جایی می رسد که خیلی دورتر از آن است که فریاد کسانی که بر جای مانده اند به او برسد. رومن رولان بخش وداع با ژان کریستف را در اکتبر سال ۱۹۱۲ می نویسد.
ژان کریستف حماسه ای در ساخت و سبک، سرشار از احساس شاعرانه، بحران های پی در پی را در برابر یک نابغه خلاق ارائه می دهد. زندگی کریستف بخشی از زندگی  لودویگ فان بتهوون و بخشی از زندگی خود رولان الگوبرداری شده است، که با وجود دلسردی و استرس های شخصیت آشفته خود، از عشق به زندگی الهام گرفته است.

## انتقاد
اگرچه رولان برای اولین بار این رمان را در بهار ۱۸۹۰ در رم تصور کرد، اما در سال ۱۹۰۳ پس از انتشار زندگینامه بتهوون به طور جدی شروع به کار کرد. نامه‌ای در ۱۳ سپتامبر ۱۹۰۲ نقشه‌های او را آشکار می‌کند:
رمان من داستان یک زندگی است، از تولد تا مرگ. قهرمان من یک موسیقیدان بزرگ آلمانی است که در سن 16-18 سالگی مجبور به ترک شرایط می شود و در خارج از آلمان در پاریس، سوئیس و غیره زندگی می کند. صحنه، اروپای امروزی است [...] اگر بگوییم قهرمان، بتهوون در دنیای مدرن است.
اما رولان در پیشگفتار خود برای "Dans la Maison" که در سال ۱۹۰۹ منتشر شد، این موضوع را رد کرد که در حال نوشتن رمانی به معنای سنتی است، اما "رمان موسیقی" که در آن احساسات، نه "عمل" کلاسیک، دیکته می کند. سیر وقایع «وقتی مردی را می‌بینی، از خود می‌پرسی که او رمان است یا شعر؟ [...] "ژان کریستف" همیشه به نظر من مانند یک رودخانه جریان دارد. من از همان صفحات اول گفته‌ام.» این اصطلاح «رومی-فلیو» (رمان-رود) را ابداع کرد، که از آن زمان برای دیگر سکانس‌های رمان به همین سبک به کار رفته است.
بسیاری از آهنگ‌های منفرد از داستان کرافت منحرف شده‌اند تا بر شخصیت‌های دیگر تمرکز کنند. رولان از تحسین‌کنندگان لئو تولستوی بود، و مانند «جنگ و صلح»، بخش بسیار زیادی از کار به افکار نویسنده در مورد موضوعات مختلف اختصاص دارد: موسیقی، هنر، ادبیات، فمینیسم، میلیتاریسم، شخصیت ملی و تغییرات اجتماعی در جمهوری سوم که عمدتاً به کرافت نسبت داده می‌شود، اگرچه رولان منکر این بود که ویژگی‌های مشترک زیادی با آهنگساز داستانی‌اش دارد.
جنبه های آموزشی «ژان کریستف» مورد انتقاد بسیاری از خوانندگان قرار گرفته است. رولان در استفاده زیاد از جزئیات واقعی، از روش‌های پیشینیان طبیعت‌گرا پیروی می‌کرد که در غیر این صورت اشتراکات کمی با آنها داشت.

## مطالعه بیشتر
- استفان تسوایگ، «رومن رولان مرد و کارش» (سدار پل، مترجم)، 1921